# Round Table

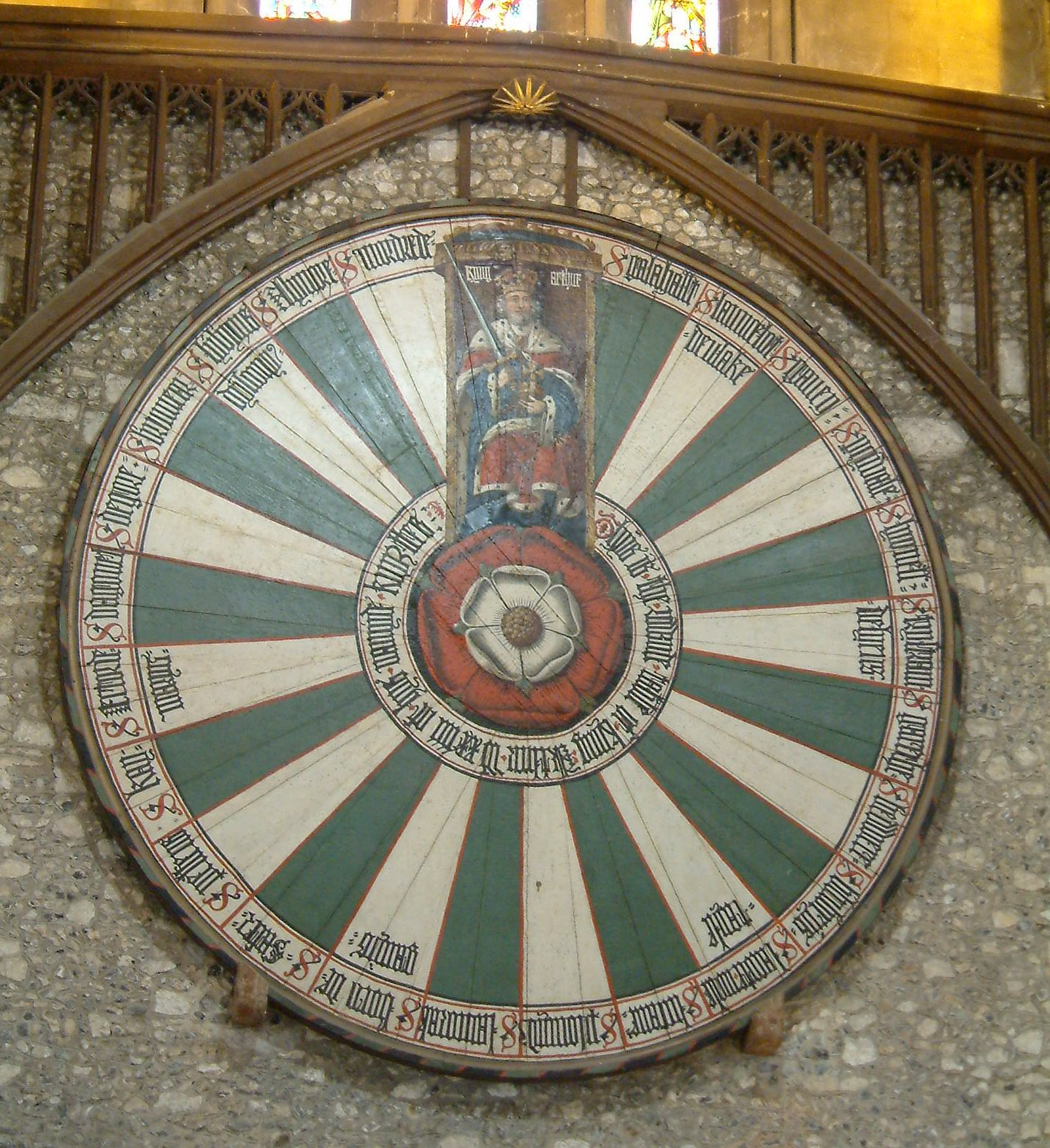
The Winchester Round Table

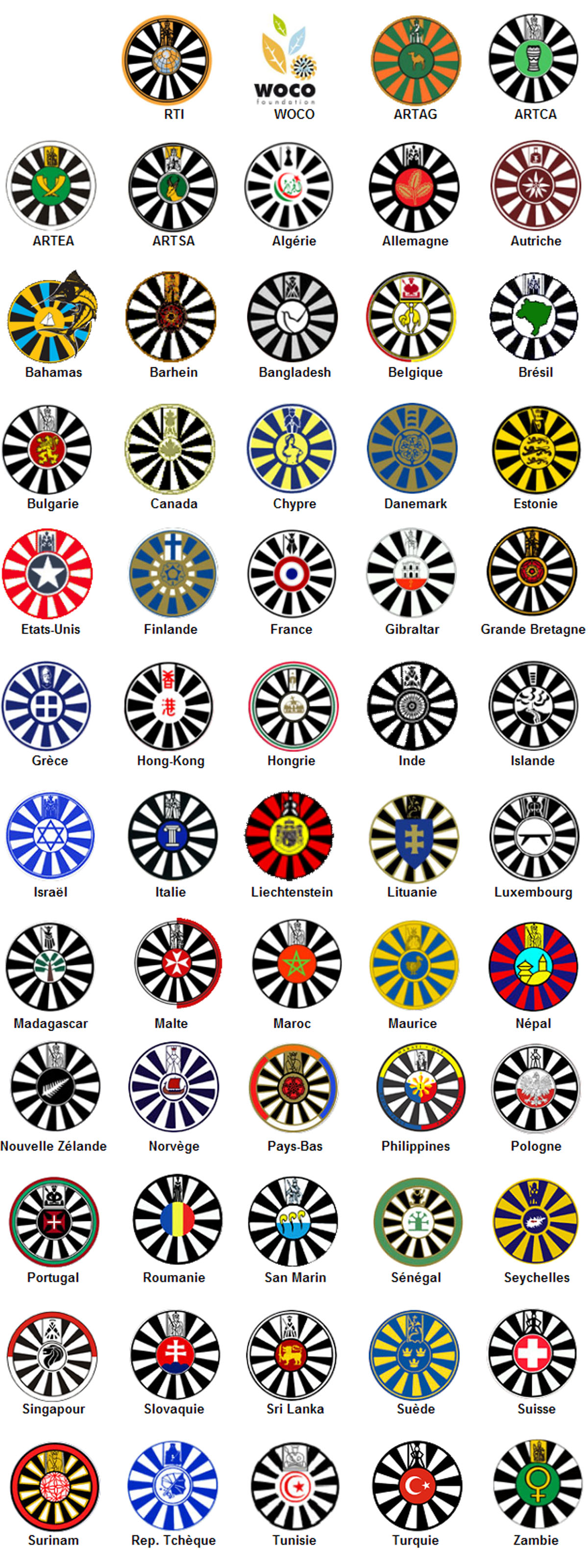
Nationale RT-Logos

Round Table (RT) (englisch für Tafelrunde) zählt zu den Service-Clubs und ist früher eine parteipolitisch und konfessionell neutrale Vereinigung junger Männer im Alter von 18 bis 40 Jahren gewesen. Die Idee und die Organisationsform von Round Table haben ihren Ursprung in der Tradition des englischen Clublebens: Örtlich selbständige „Tische“ führen jeweils etwa 15 bis 25 junge Männer unterschiedlicher Berufe und Wirkungsbereiche zusammen. In Deutschland sind 220 Tische mit ca. 3400 Mitgliedern in 16 Distrikten (Stand März 2025) aktiv. Weltweit zählt die Vereinigung über 30.000 Mitglieder in über 55 Ländern.

## Geschichte
Round Table wurde 1927 in Norwich gegründet. Der Gründer Louis Marchesi wollte eine Vereinigung ins Leben rufen, die sich an das Vorbild ähnlicher Clubs anlehnte, jedoch in einem für ihn wichtigen Punkt ein Gegengewicht bilden sollte: beim Alter der Mitglieder. Die Mitgliedschaft in anderen Clubs ist in der Regel lebenslang angelegt, was in Verbindung mit zahlenmäßigen Aufnahmebeschränkungen meist zu einem hohen Altersdurchschnitt führt. Bei Round Table dagegen erlischt die Mitgliedschaft automatisch mit dem 40. Lebensjahr. Auf diese Weise werden regelmäßig wieder Plätze für neue, jüngere Tischmitglieder frei. Diese Regelung hat bei Round Table zu einem Altersdurchschnitt von Mitte 30 und zu einem hohen Maß an Homogenität unter den Tischmitgliedern geführt, was die persönliche Lebenssituation in Beruf und Familie angeht.
In einigen englischsprachigen Ländern wurde die Altersgrenze auf 45 angehoben, um dem heute vergleichsweise höheren Alter beim Eintreten, bedingt durch längere Ausbildungszeiten als vor Jahrzehnten, Rechnung zu tragen. Zwischenzeitlich ist in den meisten Ländern die Entscheidung gefallen, die dort ehemalige Altersgrenze von 40 Jahren wieder einzuführen. In Deutschland und Österreich beträgt die Altersgrenze weiterhin 40, so soll ein permanenter Zufluss von neuen Ideen gesichert werden.
Seit dem Ende des Zweiten Weltkrieges hat sich Round Table in den meisten Ländern Europas sowie in Afrika, Asien und Nordamerika verbreitet.

### Deutschland
Der erste deutsche Club, RT 1, wurde am 11. Oktober 1952 in Hamburg gegründet. Danach folgten am 6. Februar 1954 der RT 2 Bremen, am 16. April 1955 der RT 3 Düsseldorf, am 12. November 1955 der RT 4 Hamburg und am 7. April 1956 der RT 5 Berlin.

### Österreich
Die Gründung des ersten Clubs in Österreich erfolgte 1956 in Wien. Bis 2006 ist die Zahl der Tische auf 50 im gesamten Bundesgebiet angewachsen.

### Andere Länder
Im Jahr 2018 gab es in 60 Ländern nationale Round Table Organisationen, die der Dachorganisation „Round Table International“ angehören.

## Die Idee

### „Adopt, Adapt, Improve“
Round Table erwartet von seinen Mitgliedern („Tabler“) Aufgeschlossenheit und Interesse gegenüber traditionellen wie neuen Ideen und Entwicklungen entsprechend dem Motto Übernehmen, Anpassen, Verbessern („adopt, adapt, improve“). Das Motto stammt aus einer Rede des Prince of Wales Eduard VIII., der im Jahr 1927 mit diesen Worten junge Männer dazu ermunterte, bewährte Lösungen zu übernehmen und sie auf die veränderten Verhältnisse der Gegenwart und der Zukunft hin weiterzuentwickeln und zu verbessern.
Im Bewusstsein der Leitworte „adopt, adapt, improve“ verfolgt Round Table Deutschland folgende Ziele:
- Förderung und Vertiefung der Freundschaft junger Menschen verschiedener Berufsgruppen untereinander durch Austausch ihrer beruflichen Erfahrungen und durch gemeinsamen Dienst an der Allgemeinheit.
- Stärkung des Bewusstseins, dass jeder Verpflichtungen gegenüber der Allgemeinheit hat.
- Förderung hoher Ideale im beruflichen und gesellschaftlichen Leben.
- Bildung und Vertiefung internationaler Verständigung, Freundschaft und Zusammenarbeit.
- Verbreitung von Round Table in ganz Deutschland.

Ein wesentlicher Teil des Clublebens ist deshalb der Information über die Ursachen und Auswirkungen aktueller Entwicklungen und dem Austausch von Berufs- und Lebenserfahrungen der Tischmitglieder untereinander gewidmet. Der einzelne kann auf diese Weise Standpunkte und Meinungen auch aus der Sicht anderer heraus kennenlernen und seinen Horizont über den eigenen Erfahrungsbereich hinaus erweitern. Die Auseinandersetzung mit unterschiedlichen Meinungen und Verhaltensweisen fördert bei den Mitgliedern von Round Table eine Form der Toleranz, die Gemeinsamkeiten über Unterschiede hinweg entwickelt und dabei Gräben nicht zuschüttet, sondern Brücken darüber baut.

### „Lebensfreu(n)de“
- Tabler sind Freunde des Lebens. Sie leben gern und sind sich bewusst, dass es vielen nicht so gut geht. Sie möchten ihre Lebensfreude teilen mit jenen, die nicht so viel Glück hatten oder haben.
- Tabler sind Freunde fürs Leben. Sie haben Freunde auf der ganzen Welt, völlig unabhängig davon, ob sie sich vorher schon einmal begegnet sind.

Das Motto „Meeting old friends for the very first time“ gilt für alle Tische. 

## Service-Gedanke
Von den Mitgliedern wird weiterhin die Bereitschaft erwartet, sich innerhalb des eigenen Tisches und darüber hinaus im Rahmen von „Service-Projekten“ für andere zu engagieren. Hinter dieser Erwartung steht die Überzeugung, dass der einzelne auch Pflichten gegenüber der Gemeinschaft hat. Bei dem Engagement in Service-Projekten ist nicht Geld, sondern persönlicher Einsatz gefordert, der sich auf Offenheit für die Probleme anderer und auf die Freude am gemeinsamen Handeln gründet. Round Table ist deshalb ein Service Club, aber keine karitative Einrichtung.

### Nationale Serviceprojekte
Jedes Jahr wählt der Club ein „Nationales Serviceprojekt (NSP).“ Ein Jahr lang wird das gewählte Projekt von allen 3.500 Mitgliedern des Serviceclubs unterstützt. Viele noch heute erfolgreiche Projekte haben als Nationales Serviceprojekt des Serviceclubs begonnen.
Beispiele:
- Round Table „Mein Körper gehört mir!“ (erstes NSP „SideBySide“ mit dem Ladies’ Circle)

- Round Table Wunschlandschaften

- Round Table Lebensfreunde für Mentale Gesundheit

- Round Table Gastronomiequartett[4]
- Round Table Statt-Plastik-Becher
- Round Table Fruchtalarm[5]
- Round Table KiTa-Pate[6]
- Round Table Bananenflankenliga[7]
- Round Table Kinder- und Jugendcamp Kaub[8]
- Round Table SchmetterlingsKIDS: Kinder mit Epidermolysis bullosa[9]
- Raus aus dem toten Winkel: Round Table erklärt Kindern den toten Winkel[10]
- Round Table School of Hope: Round Table baut eine Schule in Kenia[11]
- Round Table Children's Wish e. V.: Round Table erfüllt schwer kranken Kindern Herzenswünsche[12]
- K.I.D.: Round Table finanziert 6 ambulante Kinderhospize[13]
- H.O.P.E: Round Table unterstützt aidskranke Kinder in Südafrika[14]
- NCL-Stiftung: Round Table stiftet das Anfangskapital der Stiftung[15]
- 11FSN: Round Table baut 11 Schulen in Nepal und ermöglicht Kindern eine Schulausbildung[16]

### Weihnachtspäckchenkonvoi
Zu den erfolgreichsten und längsten Service-Projekten seit dem Jahr 2001 zählt der Weihnachtspäckchenkonvoi. Hierbei werden jedes Jahr im November Weihnachtsgeschenke bei Kindern in Deutschland gesammelt und von Mitgliedern von Round Table, Old Tablers, Ladies’ Circle und Tangent Club sowie weiteren Ehrenamtlichen zu bedürftigen Kindern nach Rumänien, Moldawien, Bulgarien und in die Ukraine gebracht. Schirmherren waren in der Vergangenheit u. a. Musiker Peter Maffay und Bundesminister Hermann Gröhe. 2017 wurden über 130.000 Päckchen transportiert und persönlich übergeben.

## Struktur

### Ebenen
Round Table ist auf verschiedenen Ebenen organisiert:
- lokal: Tische vor Ort
- regional: Distrikte (mehrere Tische bilden einen Distrikt)
- national: Round Table Deutschland (RTD)
- international: Round Table International (RTI)

### Präsidium
Jede Ebene wird von einem Präsidium geleitet, das jährlich von den Mitgliedern gewählt wird.
- Präsident
- Vizepräsident
- Pastpräsident: der Präsident des Vorjahres
- Sekretär
- Schatzmeister
- International Relations Officer (IRO)
- Public Relations Officer (PRO)

## Das Clubleben
Die örtlichen Tische treffen sich alle zwei Wochen zu einem „Tischabend“. Dieser Tischabend beginnt häufig mit einem gemeinsamen Essen und hat in der Regel einen Vortrag aus den eigenen Reihen oder von Gastreferenten zum Mittelpunkt. Daneben gehört der „Drei-Minuten-Vortrag“ eines Tischmitgliedes zu einem tagesaktuellen Thema und die Abwicklung der tisch-internen „Regularien“ zum normalen Verlauf des Abends. Gelegentlich kommt ein „Ego-Vortrag“ hinzu, in dem sich ein neues Tischmitglied vorstellt oder in dem ein älteres Mitglied den Tisch über Veränderungen in seinem persönlichen Umfeld informiert. Das Clubleben beschränkt sich nicht auf den einzelnen Tisch, sondern führt weit darüber hinaus. In der Vielzahl von Treffen und Veranstaltungen auf regionaler, nationaler und internationaler Ebene lernen sich Mitglieder von Round Table aus unterschiedlichen Regionen, Ländern und Kulturen kennen. Das verbindende Element dabei ist über alle Unterschiede und Grenzen hinweg die Freude aller „(Round) Tabler“ an der Begegnung mit anderen Menschen und ihre gemeinsame Grundhaltung. Einmal im Jahr treffen sich die deutschen Tische von „Round Table“ zu einem „AGM“ (Annual General Meeting). Darüber hinaus organisieren benachbarte Clubs gemeinsame Veranstaltungen, und einzelne Tische richten Wochenend-Veranstaltungen aus, zu denen sie bundesweit alle Mitglieder von Round Table einladen. International hat jeder deutsche Tisch von Round Table in den anderen europäischen Ländern jeweils einen Partnerclub. Die Partner-Clubs treffen sich einmal im Jahr zum „Euromeeting“ (auch „Nummern-Treffen“ genannt), für das in jedem Jahr ein anderer der Tische der Gastgeber ist. Darüber hinaus veranstalten die Organisationen von Round Table in regelmäßigen Abständen „Mass-Touren“, Rundreisen durch ihre Länder, zu denen sie die Round Table Mitglieder weltweit einladen. Der gesellige Rahmen dieser Begegnungen und Veranstaltungen und die selbstverständliche Beteiligung auch der Partnerinnen führt zu einer Vielzahl von Kontakten, Verbindungen und Freundschaften, die oft weit über die Zeit der Round Table Mitgliedschaft hinaus reichen.

## Mitgliedschaft
Um Mitglied von Round Table und damit ein sogenannter „Tabler“ zu werden, bedarf es im Regelfall der Empfehlung durch ein Mitglied. Nach dem „Gabeltest“, bei dem es sich um ein gemeinsames Abendessen von einigen Tischmitgliedern mit dem Interessenten handelt, wird den „Tablern“ am Tisch über den Verlauf des ersten Treffens beim nächsten Tischabend berichtet. Wenn die Tischmitglieder mehrheitlich zugestimmt haben, beginnt die sogenannte „Aspirantenphase“, in der der Interessent („Aspirant“) vom Tischpräsidenten zu den folgenden Tischabenden eingeladen wird. In der Regel wird der „Aspirant“ an seinem dritten Tischabend einen „Ego-Vortrag“ halten, in dem er sich ausführlich allen Tischmitgliedern vorstellt. Im Anschluss daran erfolgt die Abstimmung der Tischmitglieder über die Aufnahme eines „Aspiranten“, der nur aufgenommen wird, wenn alle anwesenden Tischmitglieder einstimmig dafür stimmen.

## Old Tablers
Aus der Tradition heraus scheidet jedes Mitglied von Round Table mit der Vollendung des 40. Lebensjahres aus Round Table aus. Stichtag ist hier der 01. März jeden Jahres. International bekannt als „Club 41“ wird in Deutschland „Old Tablers“ (OTD) benutzt.

## Stiftung Round Table Deutschland
Im Jahr 2006 gründete Round Table eine eigene Stiftung, die als rechtsfähige Stiftung bei der zuständigen Stiftungsbehörde Hamburg eingetragen ist. Als „Die Tablerstiftung“ sorgt die gemeinnützige Institution für die Weiterführung von Serviceprojekten in einem professionellen Rahmen und sorgt so für eine nachhaltige Struktur.

## Ladies’ Circle
Da Round Table und Old Table prinzipiell Männern vorbehalten sind, haben sich Frauen im Rahmen des Round Table im sogenannten Ladies’ Circle zusammengeschlossen.

## World Council of Service Clubs
Mit anderen Organisationen ähnlicher Zielsetzung bildet Round Table International den „World Council of Service Clubs“ (WOCO). Den WOCO-Organisationen gehören insgesamt mehr als 100.000 Mitglieder an. WOCO-Mitglieder sind unter anderem:
- APEX in Australien
- Active 20/30 in den USA
- Kin in Kanada

### Online-Literatur
- Service Clubs: „Qualität zählt mehr als Vitamin B“ Simon Hage im Gespräch mit Dr. Sebastian Gradinger in: manager-magazin.de, 16. November 2006.
- „Mit wenig Aufwand viel erreichen“, Interview auf BusinessNews.com